# Cayaponia boliviensis
Cayaponia boliviensis är en gurkväxtart som beskrevs av Célestin Alfred Cogniaux. Cayaponia boliviensis ingår i släktet Cayaponia och familjen gurkväxter. Inga underarter finns listade i Catalogue of Life.